# Zwiślikowate
Zwiślikowate (Anomodontaceae Kindb.) – rodzina mchu z rzędu rokietowców (Hypnales (M. Fleisch.) W. R. Buck & Vitt). Rodzajem typowym jest zwiślik Anomodon Hook. & Taylor.

## Systematyka
Do rodziny należą rodzaje:
- Anomodon Hook. & Taylor – zwiślik
- Bryonorrisia L. R. Stark & W. R. Buck,
- Chileobryon Enroth,
- Curviramea H. A. Crum,
- Haplohymenium Dozy & Molk.,
- Herpetineuron (Müll. Hal.) Cardot,
- Schwetschkeopsis Broth.